# Betaeopsis
Genre
Synonymes
- Hamalpheus Bruce & Iliffe, 1991[3]

Betaeopsis est un genre de crevettes marines de la famille des Alpheidae.

## Liste d'espèces
Selon World Register of Marine Species (1 novembre 2018) :
- Betaeopsis acanthops (Bruce & Iliffe, 1991)
- Betaeopsis aequimanus (Dana, 1852)
- Betaeopsis indica (de Man, 1910)